# Liopetri
Liopetri  è una comunità (in greco κοινότητα?, koinótita) e un villaggio nel Comune di Agia Napa nel distretto di Famagosta a Cipro. 

## Storia
Il 2 settembre 1958 qui fu combattuta una battaglia tra le forze armate britanniche e quattro combattenti dell'EOKA, Fotis Pittas, Andreas Karios, Elias Papakyriakou e Christos Samaras, che erano di Liopetri. Il fienile in cui è avvenuto lo scontro è ora monumento nazionale.

## Società

### Evoluzione demografica
Secondo l'ultimo censimento del 2011 la popolazione della Comunità ha raggiunto i 4 591 abitanti.

## Economia

### Agricoltura
Esso è uno dei cosiddetti villaggi chiamati colloquialmente Kokkinochoria ("villaggi rossi" in greco). I Kokkinochoria sono così chiamati a causa del colore rosso del loro terreno, una terra fertile che nel corso dei secoli e fino ad oggi ha dato da vivere agli abitanti, poiché la maggior parte di loro è dedita all'agricoltura. Alcuni dei prodotti più noti che Liopetri produce sono melograni e fichi, mentre il raccolto principale è dato dalla famosa patata cipriota.